# Jazz Jackrabbit

Джазз на планете Diamondus

Jazz Jackrabbit — компьютерная игра производства Epic MegaGames (ныне Epic Games) и Digital Dimensions (ныне Orange Games), главным героем которой является зелёный антропоморфный кролик по имени Джазз (англ. Jazz). Игра Jazz Jackrabbit для своего времени обладала достойной графикой, динамичным геймплеем и не имела серьёзных конкурентов со стороны других платформеров на PC. Jazz Jackrabbit была удостоена премии «Аркадная игра года» (англ. Arcade of the Year) журналом «PC Format».
Основной сюжетной линией игры является конфликт черепах и кроликов, длящийся уже на протяжении трёх тыс. лет со времён событий, описанных Эзопом в басне «Черепаха и Заяц». Печально известный лидер черепах-террористов Деван Шелл (англ. Devan Shell), похитил крольчиху Еву Длинноух (англ. Eva Earlong), являющуюся принцессой планеты Кэрротус, и наводнил галактику своими приспешниками. Кролик Джазз Джэкрэббит путешествует по различным планетам в поисках своей возлюбленной Евы Эарлонг, попутно спасая галактику, сводя на нет планы злодея Деван Шелла по уничтожению Галактических Кроликов (англ. Galactic Rabbits).
Согласно описанию из руководства пользователя к игре, персональные данные кролика Джазза Джэкрэббита следующие:
Рост 2’4" (71 см). Вес 90 lbs (41 кг). Пол мужской. Цвет шерсти зелёный. Цвет глаз голубой. Любимая еда — морковная пицца. Любимая книга — «Уплывший корабль». Девиз — «When you’re a little rabbit, carry a BIG gun!» («Если ты маленький кролик, носи большую пушку»).

## Специальные издания
Оригинальная версия игры включает шесть эпизодов, действие в каждом из которых разворачивается на трёх различных планетах и завершается эпизод схваткой с боссом. Пребывание на каждой планете разделяется на три уровня, включая бонус-уровень с видом от первого лица. Версия на дискетах включала только три эпизода, остальные три эпизода приобретались отдельно. Издание на компакт-дисках содержало все шесть эпизодов и три дополнительных. Итого 9 эпизодов, 72 уровня и 27 бонус-уровней.
- Рождество 1994: Jazz Jackrabbit: Christmas Edition;
- Рождество 1995: Jazz Jackrabbit: Holiday Hare '95.

Таким образом количество уровней изданных в первой части сериала Jazz Jackrabbit составило 81 и 29 бонус-уровней.
Со времени своего первой части Jazz Jackrabbit снискал много верных поклонников. Наконец, в 1998 году был издан сиквел Jazz Jackrabbit 2.

## Команда разработчиков
По оригинальному плану разработчиков Digital Dimensions, персонажем игры должен был быть первый голландский астронавт Вюббо Оккелс . Из-за переизбытка в играх космической тематики на тот момент, разработчики решили сделать главным героем игры симпатичного зелёного кролика с красной банданой, рюкзаком и синей пушкой (плод мысли Клиффа Блезински). От старого замысла в игре сохранились остатки «космического» оформления.
Вдохновением для основной концепции игры разработчикам Клиффу Блезински и голландцу Арьяу Брюсси послужили такие консольные игры как Super Mario Bros., Mega Man и, в особенности, Sonic the Hedgehog.
- Программирование (Turbo Pascal 7.0), игровой движок: Арджан Брюсси;
- Дизайн и графика: Клифф Блезински;
- Дизайн персонажей и анимация: Ник Стэдлер;
- Музыка: Роберт Аллен, Джошуа Дженсен;
- Звуковые эффекты: Нэндо Эвег;
- Дополнительные художники: Джо Хитченс, Томиса Старр, Джеймс Шмальц;
- Дополнительный дизайн: Роберт Аллен и Арьян Брюсси;
- Продюсеры: Тим Свини и Марк Рейн.

## Разное
23 августа 2005 года началась работа над движком с открытым кодом для игры под названием OpenJazz, разработка которого ведётся одним из поклонников Jazz Jackrabbit — Алистером Томпсоном. Релиз кода состоялся 28 ноября 2005 года.